# Mesochorus scutellaris
Mesochorus scutellaris är en stekelart som beskrevs av Schwenke 2004. Mesochorus scutellaris ingår i släktet Mesochorus och familjen brokparasitsteklar. Inga underarter finns listade i Catalogue of Life.